# Urban Charles Joseph Murphy
Urban Charles Joseph Murphy (Dublino, 12 luglio 1919 – Johannesburg, 28 febbraio 1981) è stato un vescovo cattolico e missionario irlandese, membro della Congregazione della Passione di Gesù Cristo nel Bechuanaland e primo vescovo di Gaberones.

## Biografia
Nato a Dublino, abbracciò la vita religiosa tra i passionisti e fu ordinato prete il 25 maggio 1945.
Nel 1951 la Santa Sede invitò la provincia irlandese dei passionisti ad assumersi la missione del Bechuanaland e Murphy fece parte del primo gruppo di missionari (quattro sacerdoti e quattro suore) inviati nella regione.
Raggiunta la stazione missionaria di Kgale nel 1952, vi rimase qualche mese per studiare la lingua del posto e poi si trasferì a Francistown, dove gli fu affidata la missione di Our Lady of Desert.
Il 24 aprile 1959 il territorio missionario del protettorato del Bechuanaland fu elevato da papa Giovanni XXIII a prefettura apostolica e Murphy fu nominato primo prefetto apostolico.
Per la catechesi e le opere socio-caritative in favore della popolazione indigena, nel 1960 fondò la congregazione delle Ancelle della Sacra Passione, dette poi suore del Calvario.
In seguito all'elevazione della prefettura di Bechuanaland a diocesi, il 5 agosto 1966 venne eletto alla nuova sede di Gaberones.
Morì in ospedale a Johannesburg nel 1981.

## Genealogia episcopale
La genealogia episcopale è:
La genealogia episcopale è:
- Cardinale Scipione Rebiba
- Cardinale Giulio Antonio Santori
- Cardinale Girolamo Bernerio, O.P.
- Arcivescovo Galeazzo Sanvitale
- Cardinale Ludovico Ludovisi
- Cardinale Luigi Caetani
- Cardinale Ulderico Carpegna
- Cardinale Paluzzo Paluzzi Altieri degli Albertoni
- Papa Benedetto XIII
- Papa Benedetto XIV
- Papa Clemente XIII
- Cardinale Giovanni Carlo Boschi
- Cardinale Bartolomeo Pacca
- Papa Gregorio XVI
- Cardinale Castruccio Castracane degli Antelminelli
- Cardinale Paul Cullen
- Arcivescovo Joseph Dixon
- Arcivescovo Daniel McGettigan
- Cardinale Michael Logue
- Cardinale Joseph MacRory
- Arcivescovo John Charles McQuaid, C.S.Sp.
- Vescovo Urban Charles Joseph Murphy, C.P.